# 둔촌잡영
《둔촌잡영》(遁村雜詠)은 조선 태종 10년(1410년)에 고려말 학자 둔촌 이집의 문집을 목판본 2권 1책으로 간행한 것이다. 1995년 4월 3일 대한민국의 보물 제1218호로 지정되었다.
그의 시에는 꾸밈과 우회보다는 직서체에 의한 자연스럽고 평이한 작품이 많다. 그는 당시 임심문(任深文)을 비롯한 60여명에 달하는 많은 인물들과 시로서 교유하였다.
이 문집의 권머리에는 하륜의 서문이 실려 있고, 많은 사람과 교유한 내용이 문집에 잘 나타나 있다. 특히 문집의 부록에는 고려말 이색, 정몽주, 이숭인의 기(記)·서(序)·서(書)를 수록하고 있어 삼은과의 관계를 잘 알 수 있게 해주고 있다. 이 문집은 조선 전기의 간행본이지만, 고려말부터 조선 초기에 이르기까지의 시문학 연구에 좋은 자료로 평가된다.

## 개요
고려말 학자인 둔촌 이집(李集,1314∼1387)의 문집으로 상·하 2권 1책이며, 조선 태종 10년(1410) 7월 간행된 것이다. 이집은 고려 충목왕 때 과거에 급제하였으며, 문장을 잘 짓고 지조가 굳기로 유명하였다. 신돈의 미움을 사 영천으로 도피하였다가 1371년 신돈이 죽자 개경으로 돌아왔다가 다시 여주 천녕현에서 시를 지으며 묻혀 살다가 일생을 마쳤다.
책머리에는 하륜(1347∼1416)의 서문(序文)이 실려 있는데, 여기에는 책을 간행하게 된 경위와, 하륜과 고려말 이성계에 굴하지 않고 절개를 지켰던 삼은(三隱)과의 교류관계, 둔촌 이집의 인품과 학문 등이 나타나 있어 당시의 명신들이 연령을 초월하여 학문적으로 친밀하게 사귀고 있음을 보여주고 있다.
이 책은 조선 전기 간행본으로서, 귀중한 문헌학 연구 자료로 평가된다.

## 참고 자료
- 둔촌잡영 - 국가유산청 국가유산포털

 본 문서에는 서울특별시에서 지식공유 프로젝트를 통해 퍼블릭 도메인으로 공개한 저작물을 기초로 작성된 내용이 포함되어 있습니다.